# Hannoverské království
Hannoverské království (německy Königreich Hannover) vzniklo v říjnu roku 1814 rozhodnutím Vídeňského kongresu. Britský král Jiří III. tak po napoleonských válkách získal zpět své hannoverské državy. Kongres rovněž rozhodl o územní výměně s Pruským královstvím, při níž se Hannoversko vzdalo Lauenburska výměnou za Východní Frísko.
Personální unie se Spojeným královstvím skončila s nástupem královny Viktorie (vnučky Jiřího III., dcery jeho čtvrtého syna Eduarda Augusta) na britský trůn v roce 1837. Zatímco podle tehdejšího britského následnického řádu nastupovala dědička na trůn v případě, že neměla žádné bratry, v Hannoversku se podle Lex Salica vztahoval přednostní nárok na trůn na širší okruh mužských příbuzných. Hannoverským králem se tak stal Ernst August I., pátý syn Jiřího III.
Když se v roce 1866 schylovalo k prusko-rakouské válce, pokusilo se Hannoverské království zachovat neutralitu. Při hlasování v Německém spolku 14. června však podpořilo návrh na mobilizaci spolkových vojsk proti Prusku, což o den později vedlo k vyhlášení války ze strany Pruska. Hannoverská armáda ještě zvítězila v bitvě u Langensalzy 27. června 1866, ale o dva dny později však musela kapitulovat. Král Jiří V. byl zbaven trůnu a Hannoversko bylo připojeno k Prusku jako provincie.

## Státní symbolika

státní vlajka:
do roku 1837, poté královská standarta
od roku 1837

ostatní vlajky:
královská standarta 1816–1837
obchodní vlajka